# Campeonato Europeu de Halterofilismo de 2014
O Campeonato Europeu de Halterofilismo de 2014 foi a 93ª edição do campeonato, sendo organizado pela Federação Europeia de Halterofilismo, no pavilhão  Hangar 11, em Tel Aviv, em Israel, entre 3 a 13 de abril de 2014. Foram disputadas 15 categorias (8 masculino e 7 feminino) com a presença de 252 halterofilistas de 37 nacionalidades.

## Agenda
Horário local (UTC+3)
| Data               | Hora          | Evento                  |
| ------------------ | ------------- | ----------------------- |
| 5 de abril de 2014 | 10:00 – 12:00 | Feminino 48 kg Group B  |
| 5 de abril de 2014 | 13:00 – 15:00 | Masculino 56 kg Group B |
| 5 de abril de 2014 | 16:00 – 16:30 | Cerimônia de abertura   |
| 5 de abril de 2014 | 17:00 – 19:00 | Feminino 48 kg Group A  |
| 5 de abril de 2014 | 20:00 – 22:00 | Masculino 56 kg Group A |
| 6 de abril de 2014 | 11:00 – 12:30 | Feminino 58 kg Group C  |
| 6 de abril de 2014 | 13:00 – 14:30 | Feminino 53 kg Group B  |
| 6 de abril de 2014 | 15:00 – 17:00 | Masculino 62 kg Group B |
| 6 de abril de 2014 | 17:00 – 19:00 | Feminino 53 kg Group A  |
| 6 de abril de 2014 | 20:00 – 22:00 | Masculino 62 kg Group A |
| 7 de abril de 2014 | 10:00 – 11:30 | Feminino 63 kg Group C  |
| 7 de abril de 2014 | 11:30 – 13:30 | Feminino 58 kg Group B  |
| 7 de abril de 2014 | 13:30 – 15:30 | Masculino 69 kg Group B |
| 7 de abril de 2014 | 16:30 – 18:30 | Feminino 58 kg Group A  |
| 7 de abril de 2014 | 19:30 – 21:30 | Masculino 69 kg Group A |
| 8 de abril de 2014 | 09:00 – 10:00 | Feminino 69 kg Group C  |
| 8 de abril de 2014 | 10:00 – 11:30 | Masculino 77 kg Group C |
| 8 de abril de 2014 | 11:30 – 13:30 | Feminino 63 kg Group B  |
| 8 de abril de 2014 | 13:30 – 15:30 | Masculino 77 kg Group B |
| 8 de abril de 2014 | 16:30 – 18:30 | Feminino 63 kg Group A  |
| 8 de abril de 2014 | 19:30 – 21:30 | Masculino 77 kg Group A |

| Data                | Hora          | Evento                    |
| ------------------- | ------------- | ------------------------- |
| 9 de abril de 2014  | 10:00 – 11:30 | Masculino 85 kg Group C   |
| 9 de abril de 2014  | 11:30 – 13:30 | Feminino 69 kg Group B    |
| 9 de abril de 2014  | 13:30 – 15:30 | Masculino 85 kg Group B   |
| 9 de abril de 2014  | 16:30 – 18:30 | Feminino 69 kg Group A    |
| 9 de abril de 2014  | 19:30 – 21:30 | Masculino 85 kg Group A   |
| 10 de abril de 2014 | 14:30 – 16:30 | Masculino 94 kg Group C   |
| 10 de abril de 2014 | 16:30 – 18:30 | Feminino 75 kg Group B    |
| 10 de abril de 2014 | 19:30 – 21:30 | Feminino 75 kg Group A    |
| 11 de abril de 2014 | 11:30 – 12:30 | Masculino 105 kg Group C  |
| 11 de abril de 2014 | 12:30 – 14:30 | Feminino +75 kg Group B   |
| 11 de abril de 2014 | 14:30 – 16:30 | Masculino 94 kg Group B   |
| 11 de abril de 2014 | 16:30 – 18:30 | Masculino +105 kg Group B |
| 11 de abril de 2014 | 19:30 – 21:30 | Masculino 94 kg Group A   |
| 12 de abril de 2014 | 9:30 – 11:00  | Masculino 105 kg Group B  |
| 12 de abril de 2014 | 12:30 – 14:30 | Masculino 105 kg Group A  |
| 12 de abril de 2014 | 15:00 – 17:00 | Feminino +75 kg Group A   |
| 12 de abril de 2014 | 18:00 – 20:00 | Masculino +105 kg Group A |
| 12 de abril de 2014 | 19:30 – 21:30 | Cerimônia de encerramento |

## Medalhistas

### Masculino
| Evento     | Ouro                                | Ouro      | Prata                              | Prata     | Bronze                             | Bronze    |
| até 56 kg  | até 56 kg                           | até 56 kg | até 56 kg                          | até 56 kg | até 56 kg                          | até 56 kg |
| ---------- | ----------------------------------- | --------- | ---------------------------------- | --------- | ---------------------------------- | --------- |
| Arranque   | Florin Croitoru · Roménia           | 122 kg    | İsmet Algül · Turquia              | 115 kg    | Tom Goegebuer · Bélgica            | 115 kg    |
| Arremesso  | Smbat Margaryan · Armênia           | 147 kg    | Oleg Sîrghi · Moldávia             | 146 kg    | Mirco Scarantino · Itália          | 143 kg    |
| Total      | Florin Croitoru · Roménia           | 259 kg    | Mirco Scarantino · Itália          | 257 kg    | Smbat Margaryan · Armênia          | 256 kg    |
| até 62 kg  |                                     |           |                                    |           |                                    |           |
| Arranque   | Ivaylo Filev · Bulgária             | 136 kg    | Bünyamin Sezer · Turquia           | 135 kg    | Stanislav Chadovich · Bielorrússia | 135 kg    |
| Arremesso  | Ivaylo Filev · Bulgária             | 163 kg    | Stoyan Enev · Bulgária             | 160 kg    | Stanislav Chadovich · Bielorrússia | 158 kg    |
| Total      | Ivaylo Filev · Bulgária             | 299 kg    | Stanislav Chadovich · Bielorrússia | 293 kg    | Stoyan Enev · Bulgária             | 286 kg    |
| até 69 kg  |                                     |           |                                    |           |                                    |           |
| Arranque   | Oleg Chen · Rússia                  | 151 kg    | Serghei Cechir · Moldávia          | 143 kg    | Feliks Khalibekov · Rússia         | 143 kg    |
| Arremesso  | Oleg Chen · Rússia                  | 176 kg    | Vanik Avetisyan · Armênia          | 175 kg    | Serghei Cechir · Moldávia          | 172 kg    |
| Total      | Oleg Chen · Rússia                  | 327 kg    | Vanik Avetisyan · Armênia          | 315 kg    | Serghei Cechir · Moldávia          | 315 kg    |
| até 77 kg  |                                     |           |                                    |           |                                    |           |
| Arranque   | Tigran Gevorg Martirosyan · Armênia | 157 kg    | Daniel Godelli · Albânia           | 157 kg    | Erkand Qerimaj · Albânia           | 155 kg    |
| Arremesso  | Erkand Qerimaj · Albânia            | 194 kg    | Daniel Godelli · Albânia           | 192 kg    | Razmik Unanian · Rússia            | 192 kg    |
| Total      | Erkand Qerimaj · Albânia            | 349 kg    | Daniel Godelli · Albânia           | 349 kg    | Razmik Unanian · Rússia            | 344 kg    |
| até 85 kg  |                                     |           |                                    |           |                                    |           |
| Arranque   | Ivan Markov · Bulgária              | 175 kg    | Benjamin Hennequin · França        | 161 kg    | Karen Tovmasyan · Países Baixos    | 156 kg    |
| Arremesso  | Ivan Markov · Bulgária              | 210 kg    | Benjamin Hennequin · França        | 206 kg    | Aghasi Aghasyan · Armênia          | 195 kg    |
| Total      | Ivan Markov · Bulgária              | 385 kg    | Benjamin Hennequin · França        | 367 kg    | Aghasi Aghasyan · Armênia          | 345 kg    |
| até 94 kg  |                                     |           |                                    |           |                                    |           |
| Arranque   | Adrian Zieliński · Polónia          | 180 kg    | Vasil Gospodinov · Bulgária        | 174 kg    | Redon Manushi · França             | 170 kg    |
| Arremesso  | Tomasz Zieliński · Polónia          | 210 kg    | Adrian Zieliński · Polónia         | 210 kg    | Vasil Gospodinov · Bulgária        | 205 kg    |
| Total      | Adrian Zieliński · Polónia          | 390 kg    | Tomasz Zieliński · Polónia         | 380 kg    | Vasil Gospodinov · Bulgária        | 379 kg    |
| até 105 kg |                                     |           |                                    |           |                                    |           |
| Arranque   | Andrei Aramnau · Bielorrússia       | 184 kg    | Andrey Demanov · Rússia            | 183 kg    | Timur Naniev · Rússia              | 182 kg    |
| Arremesso  | Timur Naniev · Rússia               | 222 kg    | Andrey Demanov · Rússia            | 222 kg    | Arturs Plesnieks · Letônia         | 218 kg    |
| Total      | Andrey Demanov · Rússia             | 405 kg    | Timur Naniev · Rússia              | 404 kg    | Andrei Aramnau · Bielorrússia      | 396 kg    |
| + 105 kg   |                                     |           |                                    |           |                                    |           |
| Arranque   | Aleksei Lovchev · Rússia            | 205 kg    | Marcin Dolega · Polónia            | 192 kg    | Gennady Muratov · Rússia           | 191 kg    |
| Arremesso  | Aleksei Lovchev · Rússia            | 252 kg    | Ruben Aleksanyan · Armênia         | 246 kg    | Mart Seim · Estónia                | 236 kg    |
| Total      | Aleksei Lovchev · Rússia            | 457 kg    | Ruben Aleksanyan · Armênia         | 436 kg    | Almir Velagic · Alemanha           | 423 kg    |

### Feminino
| Evento    | Ouro                            | Ouro      | Prata                       | Prata     | Bronze                      | Bronze    |
| até 48 kg | até 48 kg                       | até 48 kg | até 48 kg                   | até 48 kg | até 48 kg                   | até 48 kg |
| --------- | ------------------------------- | --------- | --------------------------- | --------- | --------------------------- | --------- |
| Arranque  | Genny Pagliaro · Itália         | 82 kg     | Marzena Karpinska · Polónia | 81 kg     | Iana Diachenko · Ucrânia    | 81 kg     |
| Arremesso | Genny Pagliaro · Itália         | 98 kg     | Marzena Karpinska · Polónia | 96 kg     | Iana Diachenko · Ucrânia    | 94 kg     |
| Total     | Genny Pagliaro · Itália         | 180 kg    | Marzena Karpinska · Polónia | 177 kg    | Iana Diachenko · Ucrânia    | 175 kg    |
| até 53 kg |                                 |           |                             |           |                             |           |
| Arranque  | Yuliya Paratova · Ucrânia       | 88 kg     | Manon Lorentz · França      | 84 kg     | Maya Ivanova · Bulgária     | 83 kg     |
| Arremesso | Ayşegül Çoban · Turquia         | 114 kg    | Yuliya Paratova · Ucrânia   | 106 kg    | Maya Ivanova · Bulgária     | 102 kg    |
| Total     | Ayşegül Çoban · Turquia         | 195 kg    | Yuliya Paratova · Ucrânia   | 194 kg    | Maya Ivanona · Bulgária     | 185 kg    |
| até 58 kg |                                 |           |                             |           |                             |           |
| Arranque  | Elena Shadrina · Rússia         | 97 kg     | Loredana Toma · Roménia     | 96 kg     | Mariia Lubina · Rússia      | 91 kg     |
| Arremesso | Elena Shadrina · Rússia         | 115 kg    | Loredana Toma · Roménia     | 115 kg    | Zoe Smith · Reino Unido     | 114 kg    |
| Total     | Elena Shadrina · Rússia         | 212 kg    | Loredana Toma · Roménia     | 211 kg    | Zoe Smith · Reino Unido     | 204 kg    |
| até 63 kg |                                 |           |                             |           |                             |           |
| Arranque  | Tima Turieva · Rússia           | 105 kg    | Yuliya Kalina · Ucrânia     | 103 kg    | Nadezda Lomova · Rússia     | 103 kg    |
| Arremesso | Tima Turieva · Rússia           | 131 kg    | Nadezda Lomova · Rússia     | 130 kg    | Yuliya Kalina · Ucrânia     | 125 kg    |
| Total     | Tima Turieva · Rússia           | 236 kg    | Nadezda Lomova · Rússia     | 233 kg    | Yuliya Kalina · Ucrânia     | 228 kg    |
| até 69 kg |                                 |           |                             |           |                             |           |
| Arranque  | Dzina Sazanavets · Bielorrússia | 115 kg    | Mădălina Molie · Roménia    | 105 kg    | Nadiia Myroniuk · Ucrânia   | 104 kg    |
| Arremesso | Dzina Sazanavets · Bielorrússia | 130 kg    | Milka Maneva · Bulgária     | 125 kg    | Nadiia Myroniuk · Ucrânia   | 123 kg    |
| Total     | Dzina Sazanavets · Bielorrússia | 245 kg    | Milka Maneva · Bulgária     | 228 kg    | Nadiia Myroniuk · Ucrânia   | 227 kg    |
| até 75 kg |                                 |           |                             |           |                             |           |
| Arranque  | Lydia Valentin · Espanha        | 121 kg    | Oxana Karpunenko · Rússia   | 121 kg    | Natalia Priscepa · Moldávia | 102 kg    |
| Arremesso | Lydia Valentin · Espanha        | 147 kg    | Oxana Karpunenko · Rússia   | 143 kg    | Ewa Mizdal · Polónia        | 129 kg    |
| Total     | Lydia Valentin · Espanha        | 268 kg    | Oxana Karpunenko · Rússia   | 264 kg    | Ewa Mizdal · Polónia        | 230 kg    |
| + 75 kg   |                                 |           |                             |           |                             |           |
| Arranque  | Tatiana Kashirina · Rússia      | 143 kg    | Yulia Konovalova · Rússia   | 115 kg    | Andreea Aanei · Roménia     | 111 kg    |
| Arremesso | Tatiana Kashirina · Rússia      | 180 kg    | Yulia Konovalova · Rússia   | 150 kg    | Andreea Aanei · Roménia     | 138 kg    |
| Total     | Tatiana Kashirina · Rússia      | 323 kg    | Yulia Konovalova · Rússia   | 265 kg    | Andreea Aanei · Roménia     | 249 kg    |

## Quadro de medalhas
Quadro de medalhas no total combinado
| Ordem | País         | Medalha de ouro | Medalha de prata | Medalha de bronze | Total |
| ----- | ------------ | --------------- | ---------------- | ----------------- | ----- |
| 1     | Rússia       | 6               | 4                | 1                 | 11    |
| 2     | Bulgária     | 2               | 1                | 3                 | 6     |
| 3     | Polónia      | 1               | 2                | 1                 | 4     |
| 4     | Bielorrússia | 1               | 1                | 1                 | 3     |
| 4     | Roménia      | 1               | 1                | 1                 | 3     |
| 6     | Albânia      | 1               | 1                | 0                 | 2     |
| 6     | Itália       | 1               | 1                | 0                 | 2     |
| 8     | Espanha      | 1               | 0                | 0                 | 1     |
| 8     | Turquia      | 1               | 0                | 0                 | 1     |
| 10    | Armênia      | 0               | 2                | 2                 | 4     |
| 11    | Ucrânia      | 0               | 1                | 3                 | 4     |
| 12    | França       | 0               | 1                | 0                 | 1     |
| 13    | Alemanha     | 0               | 0                | 1                 | 1     |
| 13    | Reino Unido  | 0               | 0                | 1                 | 1     |
| 13    | Moldávia     | 0               | 0                | 1                 | 1     |
| Total | Total        | 15              | 15               | 15                | 45    |

## Países participantes
252 halterofilistas de 37 países participaram do campeonato.
| - Albânia (4) - Armênia (11) - Áustria (1) - Bielorrússia (7) - Bélgica (2) - Bósnia e Herzegovina (1) - Bulgária (16) - Croácia (3) - Chéquia (8) - Dinamarca (5) | - Estónia (4) - Finlândia (9) - França (9) - Geórgia (3) - Alemanha (8) - Reino Unido (7) - Grécia (3) - Hungria (6) - Islândia (1) - Irlanda (3) | - Israel (5) - Itália (10) - Letônia (2) - Lituânia (4) - Moldávia (12) - Países Baixos (1) - Noruega (2) - Polónia (18) - Roménia (10) - Rússia (19) | - Sérvia (2) - Eslováquia (5) - Espanha (11) - Suécia (2) - Suíça (1) - Turquia (21) - Ucrânia (16) |